# Table Grove (Illinois)
Table Grove es una villa ubicada en el condado de Fulton en el estado estadounidense de Illinois. En el Censo de 2010 tenía una población de 416 habitantes y una densidad poblacional de 569,57 personas por km².

## Geografía
Table Grove se encuentra ubicada en las coordenadas 40°21′54″N 90°25′31″O / 40.36500, -90.42528. Según la Oficina del Censo de los Estados Unidos, Table Grove tiene una superficie total de 0.73 km², de la cual 0.73 km² corresponden a tierra firme y (0%) 0 km² es agua.

## Demografía
Según el censo de 2010, había 416 personas residiendo en Table Grove. La densidad de población era de 569,57 hab./km². De los 416 habitantes, Table Grove estaba compuesto por el 98.32% blancos, el 0% eran afroamericanos, el 0% eran amerindios, el 0.24% eran asiáticos, el 0% eran isleños del Pacífico, el 0% eran de otras razas y el 1.44% pertenecían a dos o más razas. Del total de la población el 0% eran hispanos o latinos de cualquier raza.